# نحل طنان أحمر الذيل
نحل طنان ذو ذيل أحمر (الاسم العلمي: Bombus lapidarius)، نوع من النحل الطنان. يوجد في جميع أنحاء أوروبا الوسطى. يشتهر هذه النحل الاجتماعي بجسمه الأسود والأحمر المميز، وهو مهم في تلقيح الأزهار.